# Der Bulle und das Landei – Babyblues
Babyblues ist ein deutscher Kriminalfilm von Thomas Nennstiel aus dem Jahr 2011. Es ist der zweite Filmbeitrag der ARD-Kriminalfilmreihe Der Bulle und das Landei. Die Erstausstrahlung erfolgte am 5. Oktober 2011 im Rahmen des „FilmMittwoch im Ersten“ zur Hauptsendezeit auf Das Erste.

## Handlung
Kriminalhauptkommissar Robert Killmer ist in Berlin wegen eines Babys, das von ihm sein soll, und seine ihm zur Seite stehende Kollegin, Polizeiobermeisterin Kati Biever, soll in ihrem Einsatzgebiet Monreal die Stellung halten. Während Killmers Abwesenheit wird Biever vom Bürgermeister Drömmer konsultiert, da der Bauer Walter Jobst nicht zu einem wichtigen Termin im Rathaus erschienen ist, der für seine finale Zustimmung für den Verkauf seines Ackerlandes diente, um den Bau eines neuen Supermarktparkplatzes zu ermöglichen. Jobst hatte sich allerdings im Vorfeld vehement gegen einen Verkauf gesträubt. Wenig später wird Bauer Jobst tot in seiner Jauchegrube aufgefunden. Ins Visier der Ermittlungen durch Biever geraten der Bauunternehmer Horst Ganter, sowie der Uhrmachermeister Karl Ganter, der an einem durchgeführten Verkauf des Ackers mitverdient hätte.

## Hintergrund
Die Dreharbeiten zu Babyblues fanden im Zeitraum vom 5. Oktober 2010 bis zum 11. November 2010 in Monreal und näherer sowie weiterer Umgebung statt.

## Einschaltquoten
Bei der Erstausstrahlung von Babyblues am 5. Oktober 2011 verfolgten in Deutschland insgesamt 6,12 Millionen Zuschauer die Filmhandlung, was einem Marktanteil von 19,6 Prozent für Das Erste entsprach. In der als Hauptzielgruppe für Fernsehwerbung deklarierten Altersgruppe von 14–49 Jahren erreichte Babyblues laut AGF Videoforschung einen Marktanteil von 9,8 Prozent in dieser Altersgruppe.